# Johann Herwagen

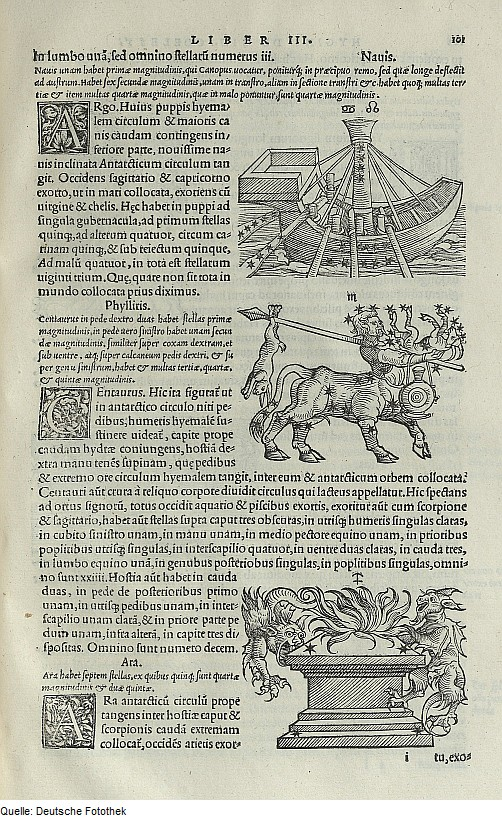
Hoja de impresa por Herwagen en 1535

Johann Herwagen (Alemania, ca 1497 - Basilea, Suiza, ca 1559) fue un impresor y editor humanista del Renacimiento suizo.
Su primera actividad conocida fue la de impresor en Estrasburgo entre los años 1523 y 1528; durante este periodo publicó más de 100 libros, muchos de ellos de Lutero y otros reformadores.
En 1526 encargó a Martín Bucero la traducción al latín de Los comentarios del Nuevo Testamento de Lutero, en la que el traductor introdujo sus opiniones contrarias a las del autor, lo que motivó el envío por parte del Lutero de una carta de protesta a Herwagen.
En 1528 adquirió la ciudadanía basiliense y se casó con Gertrude Lachner, viuda del conocido impresor Johann Froben. Junto con el hijo (Hieronymus Froben) y el yerno (Nicolaus Episcopius) de éste se hizo cargo de su imprenta, donde publicaron conjuntamente libros de Erasmo, de la patrística y de literatura clásica hasta 1531, año en que los cuñados se separaron de Herwagen.
Herwagen continuó en solitario aunque en colaboró en 1538 con otro hijo de Johann Froben, Erasmo Froben, hasta que en 1541 fue acusado de adulterio con la esposa de éste. El caso se sobreseyó en 1542.
En 1547 Carlos V le concedió un escudo de armas.
Murió entre 1557 y 1559 como se puede deducir del epitafio de su esposa Gertrude, que falleció en 1560.